# Wasail Al-Shia
Tafsil Wasa'il Al-Shi'a ila Tahsil Masa'il Al-Shari'a (en árabe: تفصيل وسائل الشيعة إلى تحصيل مسائل الشريعة, Los medios del chiíta para la recopilación de cuestiones de la Sharía), más conocido como Wasa'il Al-Shi'a (en árabe: وسائل الشيعة, Los medios del chiíta), es una reconocida compilación chiita de hadices del siglo XVII, realizada por Al-Hurr Al-Amili. El autor escribió dos ediciones, la primera llamada Ahl ul-Bayt (30 volúmenes) y la segunda Al-Islamiyyah (20 volúmenes).

## El autor
Abu Yafar Muhammad ibn Al-Hasán ibn Alí (1623 d. C./1033 H - 1692 d. C./1104 H), conocido como Sheij Al-Hurr Al-Amili, fue un erudito, narrador y alfaquí chiita duodecimano de gran reconocimiento, perteneciente a la escuela ajbarí de jurisprudencia, enfrentada con la escuela usulí en los criterios para la extracción de leyes de la sharía. Nació en un pueblo llamado Mashgara, actual Líbano.
Desempeñó un importante papel religioso en el Imperio safávida, ocupando cargos religiosos y judiciales, y en un momento dado se convirtió en el juez de los jueces de Jorasán. 

## Intención
El autor dijo en la introducción:
He estado buscando mucho en mi mente y en mi pluma, y he despertado mi determinación y mis ambiciones para escribir un libro completo para así alcanzar la esperanza, completo en conocimiento y acción. Este libro contiene discursos sobre asuntos legales islámicos y textos de disposiciones secundarias transmitidas en libros auténticos y reconocidos. Estas disposiciones son respaldadas explícitamente por nuestros eruditos y son una referencia significativa para mí en cuestiones de la ley islámica. Es un punto de referencia para cualquier persona de la comunidad chiíta que busque orientación, y será un socio en las recompensas de todos aquellos que se beneficien de sus enseñanzas. Guíese con sus luces, siga sus señales e ilumínese con sus soles y lunas.

## Contenido
Las narraciones se clasifican en cincuenta categorías, y la sección final presenta varias discusiones sobre las fuentes de los Hadices, las cadenas de narración e Ilm Al-Riyal (estudio de los transmisores de hadices). Al-Sheij al-Hurr al-'Amili compiló estas narraciones en veinte años, terminando en 1082/1671-2. El libro tiene méritos académicos distintivos que lo convirtieron en una referencia necesaria para todos los eruditos y Muytahids desde su compilación.
Cada volumen cuenta con una serie de capítulos, y el título de éstos resume el tema de los hadices presentados.

## Opiniones
El autor y su libro han sido elogiados por muchos, entre ellos:
- Alamé Al-Nuri dijo: Del erudito destacado, el Sheij Muhammad bin Hassan bin Ali bin Al-Hussein Al-Hurr Al-Amili Al-Mashgari... el autor de obras preciosas, incluido el libro Al-Wasa'il, que es como un mar sin orillas.[3]
- El Sheij Al-Amini dijo: Uno de los más grandes es el libro Al-Wasa'il al-Shi'a en sus extensos volúmenes, que son la base de las fetuas de los eruditos (...). No existe una biografía de nuestro Sheikh Al-Hurr sin elogios a su extenso libro, Al-Wasa'il al-Shi'a, dispersos en ellas.